# Gare de Montferrand - Thoraise
Gare de Montferrand - Thoraise vasútállomás Franciaországban, Montferrand-le-Château településen.

## Vasútvonalak
Az állomást az alábbi vasútvonalak érintik:
- Franois–Arc-et-Senans-vasútvonal

## Kapcsolódó állomások
A vasútállomáshoz az alábbi állomások vannak a legközelebb:
- Gare de Franois
- Gare de Torpes - Boussières